# Thecla syllis
Thecla syllis es una mariposa del género Thecla, nativa de América del Sur y Central. 

## Historia

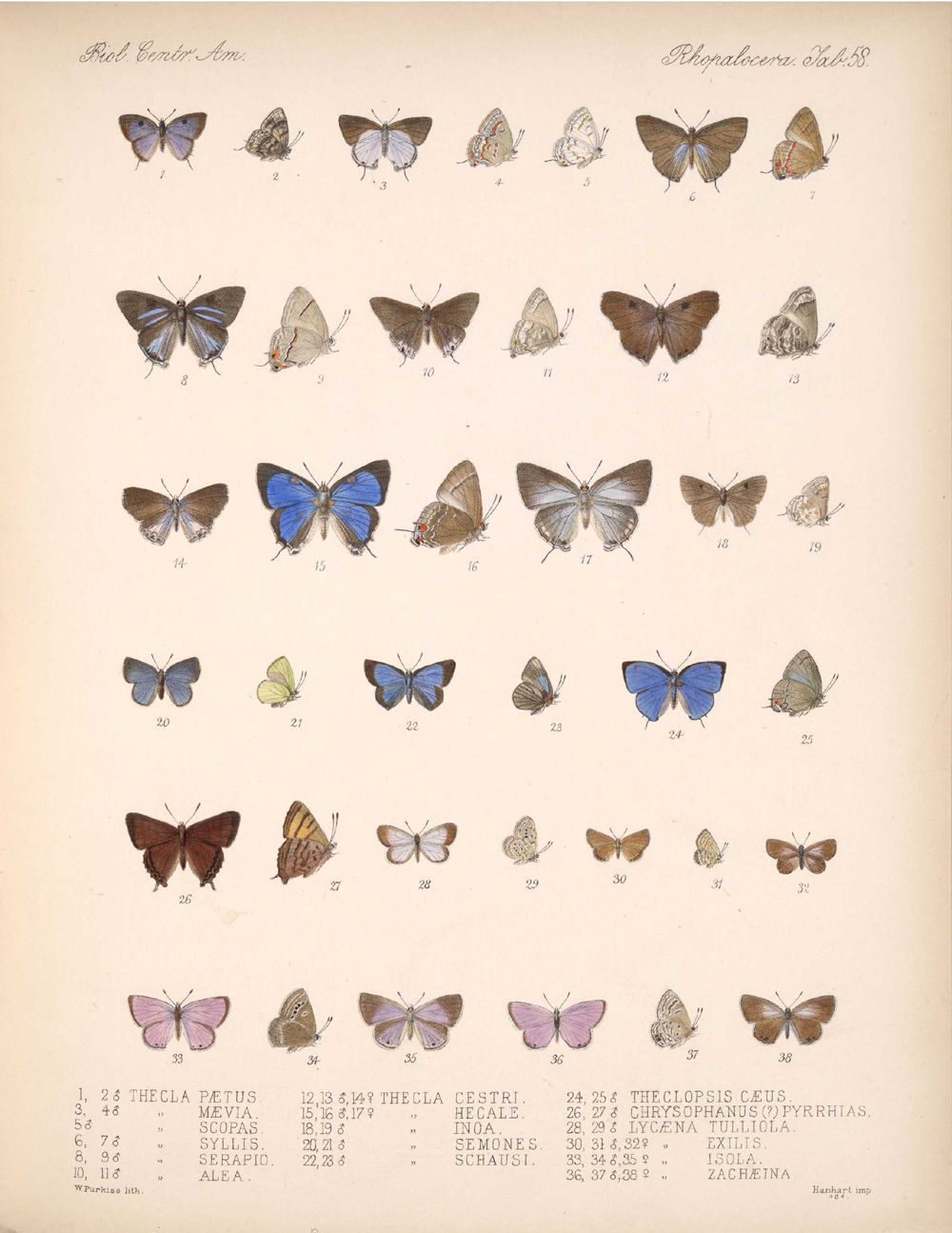
Imagen en el libro Biologia Centrali-Americana de Godman & Salvin, 1887. Las figuras 6 y 7 corresponden a Thecla syllis

La especie fue descrita originalmente por Frederick DuCane Godman y Osbert Salvin en 1887.

## Descripción
Thecla syllis es una de las especies más comunes de la familia Lycaenidae más comunes. Se puede encontrar alrededor de frutas en descomposición en los suelos de bosques húmedos, donde son detrívoros.
Al igual que las demás especies del género Thecla, K. sullis ha sido observada desde México hasta el sur de Brasil. Este rango ha sido confirmado por observaciones de científicos ciudadanos.